# Nives Vidrih
Nives Vidrih; slovenska prevajalka  iz češčine in slovaščine, * 28. maj 1958, Ljubljana.

## Življenje in delo
Nives je rojena in odraščala v Ljubljani. 
Leta 1981 je diplomirala iz slovenščine in primerjalne književnosti, poleg študija pa je obiskovala tudi češki lektorat. Svoje znanje češčine je izpopolnjevala med dvakratnim bivanjem v Pragi, kjer je bila lektorica za slovenski jezik na tamkajšnji Filozofski fakulteti ( v letih 1981/1982 in 1991 - 1994). Njen hobi je postal njen poklic. Svojo prvo pesmico je napisala pri štirih letih. Vedno je bila zainteresirana bralka, knjige si je sposojala pri knjižničarju in pisatelju Danetu Zajcu. Preko knjig in zgodb se je navdušila nad češko literaturo in se tako vedno bolj podajala v prevajalstvo. 
Postala je samostojna prevajalka. Je tudi članica Društva slovenskih književnih prevajalcev. Prevaja iz češčine ter slovaščine, češčina in češka literatura pa sta tudi njena prva in velika ljubezen. Najprej je začela s prevajanjem poezije, pozneje pa se je preusmerila na prozo. Sedaj ima prevedenih več kot 70 knjig češkega leposlovja.
Njen najljubši avtor je Bohumil Hrabal, prevajala pa je naslednja njegova dela: Stregel sem angleškemu kralju, Prebučna samota, Obredi, Oglas za hišo, v kateri nočem več živet, Obredno krajšanje, Poroke v hiši. Prevajala je naslednje avtorje:  Škvorecký, Čapek, Fischl, Hostovský, Šotola, Kratochvil, Werich, Viewegh, Havel, Brabcová,Topol, Pekárková,Vaculík, Dousková, Ajvaz, Bajaja, Placák, Klíma, Svěrák, Boučková, Hůlová, Holan, Soukupová, Mornštajnová, Vančura, Zmeškal, Filip, Šindelka, Borkovec, Hakl, Teige in druge. Poleg njenih knjižnih prevodov lahko najdemo tudi prevode gledaliških ter lutkovnih iger, skoraj 30 radijskih iger, prevode risank, približno 300 filmov in nadaljevank. Piše izčrpne spremne besede k delom avtorjev, ki jih prevaja, članke o češki literaturi in kulturi, dela intervjuje s češkimi pisatelji ter piše zgodbe s češko tematiko. Pripravlja radijske oddaje o češki književnosti. Pravi, da je češki humor za nas nekaj posebnega ter da humor nekega naroda izraža esenco njegovega duha, ki pa naj bi se kazala v umetnosti, literaturi in kulturi.

## Dosežki
Leta 2009 je dobila Sovretovo nagrado, najvišje priznanje na področju knjižnega prevajanje, in sicer s prevodom kratke proze Oglas za hišo, v kateri nočem več živet avtorja Bohumila Hrabala. Ključno je sooblikovala podobo, ki jo imajo slovenski bralci o češki sodobni književnosti. Posegla je po jezikovno, slogovno in izrazno raznolikih ustvarjalcih različnih literarnih usmeritev, da bi v slovenščino predstavila čim več osrednjih čeških avtorjev 20. stoletja. Leta 2022 je prejela nagrad Brede Lipovšek za življenjsko delo za svoj obsežni in kakovostni opus televizijskih in filmskih prevodov ter za dragocen prispevek k jezikovni kulturi na področju medijskega prevajanja. 